# Wijken en buurten in Breukelen
De voormalige Nederlandse gemeente Breukelen was voor statistische doeleinden onderverdeeld in wijken en buurten. De gemeente was verdeeld in de volgende statistische wijken:
- Wijk 00 Breukelen (CBS-wijkcode:031100)
- Wijk 01 Plassengebied (CBS-wijkcode:031101)
- Wijk 02 West van het Amsterdam-Rijnkanaal (CBS-wijkcode:031102)
- Wijk 03 Kockengen (CBS-wijkcode:031103)

Een statistische wijk kan bestaan uit meerdere buurten. Onderstaande tabel geeft de buurtindeling met kentallen volgens het Centraal Bureau voor de Statistiek (2008):
| CBS-buurtcode | Buurtnaam                                    | Inwonertal | Opp. totaal (ha) | Opp. land (ha) | Ligging                |
| ------------- | -------------------------------------------- | ---------- | ---------------- | -------------- | ---------------------- |
| BU03110000    | Breukelen                                    | 6710       | 145              | 125            | Locatie in de gemeente |
| BU03110001    | Landelijk gebied ten zuiden van de kom Breuk | 160        | 144              | 132            | Locatie in de gemeente |
| BU03110002    | Zandpad                                      | 270        | 244              | 236            | Locatie in de gemeente |
| BU03110003    | Nijenrode-Noord                              | 2350       | 56               | 51             | Locatie in de gemeente |
| BU03110004    | Nijenrode                                    | 310        | 51               | 45             | Locatie in de gemeente |
| BU03110109    | Scheendijk en Kievitsbuurt                   | 390        | 417              | 182            | Locatie in de gemeente |
| BU03110200    | Nieuwer ter Aa                               | 470        | 40               | 38             | Locatie in de gemeente |
| BU03110201    | Oukoop                                       | 250        | 668              | 643            | Locatie in de gemeente |
| BU03110202    | Oud Aa                                       | 220        | 606              | 583            | Locatie in de gemeente |
| BU03110203    | Kortrijk                                     | 250        | 545              | 523            | Locatie in de gemeente |
| BU03110300    | Kockengen waaronder Wagendijk                | 2470       | 91               | 88             | Locatie in de gemeente |
| BU03110302    | Spengen                                      | 170        | 339              | 327            | Locatie in de gemeente |
| BU03110304    | Laagnieuwkoop en Gieltjesdorp                | 130        | 320              | 320            | Locatie in de gemeente |
| BU03110305    | Portengen                                    | 430        | 765              | 738            | Locatie in de gemeente |
| BU03110309    | Verspreide huizen                            | 80         | 435              | 413            | Locatie in de gemeente |